# Rota (diplomática)

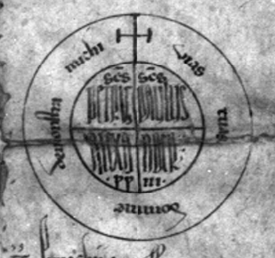
Rota de privilegio de Alejandro III. para San Salvador en Messina, 1175

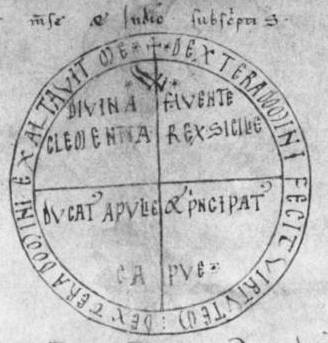
Rota del rey Guillermo I de Sicilia

La rota (anteriormente también llamada orbiculus o circulus por los investigadores) es un monograma que forma parte integral del escatocolo de los documentos papales medievales. Junto con el bene valete y la coma, la rota fue introducida por el papa León IX (1049-1053) en la primavera de 1049, y estuvo acompañado de una completa reorganización de la emisión de los privilegios papales. Si bien la comma sólo se usó en documentos papales durante unas pocas décadas, rota y bene valete fueron parte integral de la elaboración de privilegios durante varios siglos.

## Descripción
La rota consta de dos círculos concéntricos con una cruz de brazos iguales en el medio. El lema del papa correspondiente se escribe en el círculo exterior, mientras que el nombre y el título del Papa (pp o p para papa) se coloca en los cuatro cuadrantes interiores.
Desde una perspectiva documental, la rota es un signo de validación legal al mismo tiempo que una confirmación religiosa del programa personal del respectivo papa.

## Modelos a seguir
Entre los investigadores se citan varios posibles modelos a seguir para las rotas papales. Parece particularmente obvio que la rota se basaba en la cruz aparecida en documentos papales anteriores a León IX. Fueron precedidos por el bene valete. Además, se ha señalado varias veces que el diseño de la rota guarda una clara similitud con el diseño de los denarios empleados en los siglos X y XI y también en siglos anteriores. Engelbert Mühlbacher en el siglo XIX sugirió la posibilidad de que la rota, el bene valete y la coma fueran imitaciones de los símbolos gráficos en los documentos de las cancillerías reales y, por lo tanto, encontraran su equivalente en el sello, el monograma del gobernante y el signo de validación. Del siglo X al XII también se utilizó una cruz encerrada en un círculo utilizado como firma en documentos papales, episcopales y privados tanto al sur como al norte de los Alpes.

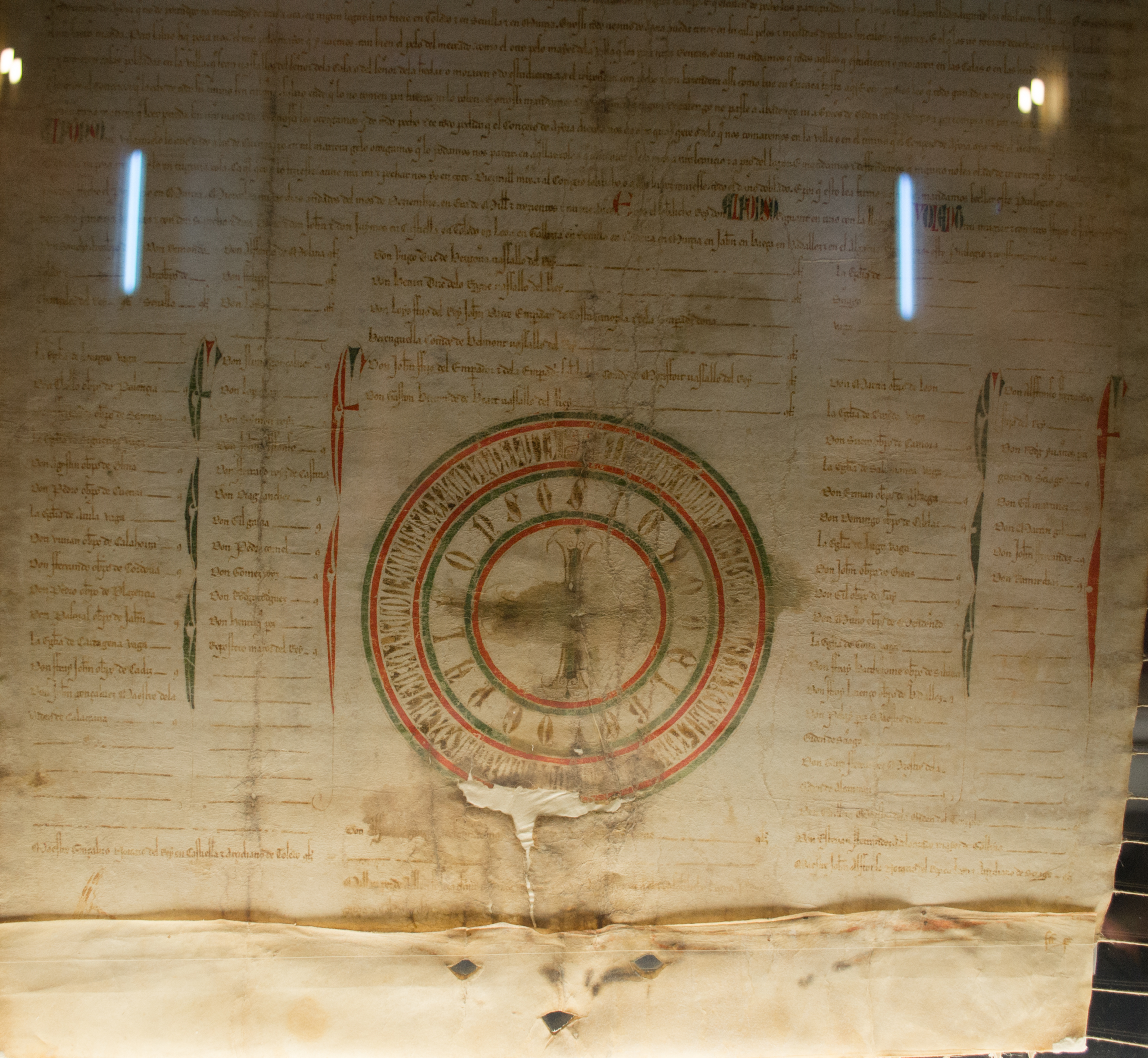
Privilegio del rey Alfonso X de Castilla para la ciudad de Ayora, 9 de diciembre de 1271

## Desarrollo de la rota
León IX es considerado el creador de la rota papal, así como de los otros dos símbolos gráficos de los privilegios protocolarios papales, que comenzaron a mediados del siglo XI. Se utilizó cada vez más durante los siglos siguientes. De León IX hoy tenemos 38 rotae originales, de las cuales él mismo hizo al menos 33. La inscripción consta, por un lado, del nombre y título papal en los cuatro cuadrantes (L|E||O|P ), y por otro lado del lema de León ( M[isericordi]a | D[OMI]NI | plena e[st ] | t[er]ra) juntos. La rota fue establecida bajo los papados del siglo XI. Fue rediseñada constantemente durante todo el siglo hasta que recibió un formato fijo bajo Pascual II (1099-1118). En los cuadrantes uno y dos se encuentran ahora los nombres de los dos príncipes de los apóstoles Pedro y Pablo (SCS Petrus | SCS Paulus). Los dos cuadrantes inferiores contienen el nombre de Pascual II y su título de Papa (Pasch PP | lis II).
Así como cambió la forma exterior, también cambió la implicación personal que tuvieron los papas en la exposición de la rota. Si bien León IX había completado de su mano casi todas las rotae, sus sucesores solo ingresaron sus nombres en los cuatro cuadrantes, mientras que los lemas papales fueron insertados por los amanuenses de la curia. Con la introducción de la firma papal alrededor del año 1100, la importancia de la rota como signo de validación papal terminó efectivamente, dejando obsoleta la participación personal.
A lo largo del siglo XIV, la forma documental del privilegio ceremonial pasó cada vez más de moda, lo que significó que la rota y la bene valete ya no se utilizaban.

## La rota en otros tipos de documento
Desde 1129, la rota también aparece en los documentos de los reyes normandos de la Italia meridional. Sin embargo, las rotas en privilegios no papales de esta zona de Italia parecen ser imitaciones de la rota papal.
Desde 1038 (Fernando I) también se representa una rota sobre los privilegios de los reyes de León y de Castilla, y posteriormente de los reyes de España, los llamados privilegios rodados.